# Werelduurrecord (schaatsen)
Het werelduurrecord op de schaats is een record in het schaatsen.

## Achtergrond
Hierbij dient een schaats(st)er in een uur een zo groot mogelijke afstand op een 400-meterbaan af te leggen. De eerste poging - en daarmee eerste record - werd ondernomen op 1 maart 1888 in Amsterdam door de Engelsman Charles Goodman Tebbutt. Het huidige record bij de mannen is sinds 9 december 2015 in handen van Erik Jan Kooiman met 43.735,94 meter. Bij de vrouwen is Carien Kleibeuker sinds 9 december 2015 in het bezit van het werelduurrecord met 40.569,68 meter. Het record wordt niet formeel erkend door de ISU. De KNSB erkent het uurrecord wel als Nederlands record.
Het werelduurrecord op natuurijs stond lange tijd op naam van de Nederlandse Marius Strijbis, die in 1949 in het Noorse Hamar 32,660km aflegde in 60 minuten. Sinds 13 december 2022 staat het op naam van (de tevens Nederlandse) Bart Vreugdenhil, die in 60 minuten 36,717km reed.

## Records

### Ontwikkeling werelduurrecord mannen  (officieus)
| Nr. | Naam                    | Land                | Afstand      | Datum            | Baan           |
| --- | ----------------------- | ------------------- | ------------ | ---------------- | -------------- |
| 1.  | Charles Goodman Tebbutt | Verenigd Koninkrijk | 22.591 m     | 1 maart 1888     | Amsterdam      |
| 2.  | Joe Donoghue            | Verenigde Staten    | 26.292 m     | 26 januari 1893  | Stamford       |
| 3.  | Albert E. Tebbit        | Verenigd Koninkrijk | 26.448 m     | 20 februari 1895 | Leytestone     |
| 4.  | Charles Edgington       | Verenigd Koninkrijk | 30.985 m     | 10 januari 1899  | Davos          |
| 5.  | Coen de Koning          | Nederland           | 32.370 m     | 29 januari 1906  | Davos          |
| 6.  | Léon Quaglia            | Frankrijk           | 32.970 m     | januari 1928     | Chamonix       |
| 7.  | Tonny Ferwerda          | Nederland           | 34.205,15 m  | 11 februari 1968 | Heerenveen     |
| 8.  | Jan Roelof Kruithof     | Nederland           | 35.246,82 m  | 16 februari 1973 | Assen          |
| 9.  | Johan Wardenier         | Nederland           | 35.392,80 m  | 25 februari 1973 | Heerenveen     |
| 10. | Jan Roelof Kruithof     | Nederland           | 36.971,00 m  | 23 februari 1976 | Inzell         |
| 11. | Jos Niesten             | Nederland           | 37.638,26 m  | 13 februari 1981 | Inzell         |
| 12. | Jan Kooiman             | Nederland           | 38.558,45 m  | 8 maart 1983     | Inzell         |
| 13. | Hilbert van der Duim    | Nederland           | 39.492,80 m  | 28 november 1986 | Heerenveen     |
| 14. | Robert Vunderink        | Nederland           | 39.986,59 m  | 28 november 1988 | Heerenveen     |
| 15. | Olaf Kotva              | Duitsland           | 40.194,99 m* | 24 maart 1998    | Calgary        |
| 16. | Roberto Sighel          | Italië              | 41.040,54 m* | 24 maart 1999    | Calgary        |
| 17. | Henk Angenent           | Nederland           | 41.669,49 m* | 12 maart 2004    | Calgary        |
| 18. | Casper Helling          | Nederland           | 41.969,10 m* | 15 maart 2007    | Salt Lake City |
| 19. | Douwe de Vries          | Nederland           | 42.252,00 m* | 13 maart 2015    | Calgary        |
| 20. | Erik Jan Kooiman        | Nederland           | 43.735,94 m* | 9 december 2015  | Inzell         |

* → gereden met de klapschaats

### Ontwikkeling werelduurrecord vrouwen  (officieus)
| Nr. | Naam                          | Land      | Afstand      | Datum            | Baan       |
| --- | ----------------------------- | --------- | ------------ | ---------------- | ---------- |
| 1.  | Elisabeth Vadot               | Frankrijk | 28.749,00 m  | januari 1972     | Grenoble   |
| 2.  | Elisabeth Vadot               | Frankrijk | 29.363,40 m  | 23 februari 1972 | Grenoble   |
| 3.  | Lenie van der Hoorn-Langelaan | Nederland | 31.212,59 m  | 26 februari 1978 | Amsterdam  |
| 4.  | Ineke Kooiman-van Homoet      | Nederland | 33.837,71 m  | 7 maart 1982     | Den Haag   |
| 5.  | Lilian van Tol                | Nederland | 34.507,30 m  | 16 november 1987 | Heerenveen |
| 6.  | Maria Sterk                   | Nederland | 36.441,26 m* | 29 maart 2005    | Heerenveen |
| 7.  | Carien Kleibeuker             | Nederland | 40.569,68 m* | 9 december 2015  | Inzell     |

* → gereden met de klapschaats

### Ontwikkeling Nederlands uurrecord mannen
| Nr. | Naam                 | Afstand      | Datum            | Baan           |
| --- | -------------------- | ------------ | ---------------- | -------------- |
| 1.  | Marius Strijbis      | 30.056 m     | 27 februari 1947 | Amersfoort     |
| 2.  | Jan Roelof Kruithof  | 35.246,82 m  | 16 februari 1973 | Assen          |
| 3.  | Johan Wardenier      | 35.392,80 m  | 25 februari 1973 | Heerenveen     |
| 4.  | Jan Roelof Kruithof  | 36.971,00 m  | 23 februari 1976 | Inzell         |
| 5.  | Jos Niesten          | 37.638,26 m  | 13 februari 1981 | Inzell         |
| 6.  | Jan Kooiman          | 38.558,45 m  | 8 maart 1983     | Inzell         |
| 7.  | Hilbert van der Duim | 39.492,80 m  | 28 november 1986 | Heerenveen     |
| 8.  | Robert Vunderink     | 39.986,59 m  | 28 november 1988 | Heerenveen     |
| 9.  | Henk Angenent        | 41.669,49 m* | 12 maart 2004    | Calgary        |
| 10. | Casper Helling       | 41.969,10 m* | 15 maart 2007    | Salt Lake City |
| 11. | Douwe de Vries       | 42.252,22 m* | 13 maart 2015    | Calgary        |
| 12. | Erik Jan Kooiman     | 43.735,94 m* | 9 december 2015  | Inzell         |

* → gereden met de klapschaats

NB.: Tot 1969 erkende de KNSB alleen Nederlandse records die in Nederland waren gereden.

### Ontwikkeling Nederlands uurrecord vrouwen
| Nr. | Naam                          | Afstand      | Datum            | Baan       |
| --- | ----------------------------- | ------------ | ---------------- | ---------- |
| 1.  | Lenie van der Hoorn-Langelaan | 31.212,59 m  | 26 februari 1978 | Amsterdam  |
| 2.  | Ineke Kooiman-van Homoet      | 33.837,71 m  | 7 maart 1982     | Den Haag   |
| 3.  | Lilian van Tol                | 34.507,30 m  | 16 februari 1987 | Heerenveen |
| 4.  | Maria Sterk                   | 36.441,26 m* | 29 maart 2005    | Heerenveen |
| 5.  | Carien Kleibeuker             | 40.569,56 m* | 9 december 2015  | Inzell     |

* → gereden met de klapschaats

NB.: Tot 1969 erkende de KNSB alleen Nederlandse records die in Nederland waren gereden.